# نايلز (إلينوي)
نايلز (بالإنجليزية: Niles)‏ هي قرية ضمن مقاطعة كوك في ولاية إلينوي بالولايات المتحدة. يقدر عدد سكانها بـ 29,803 نسمة.

## التركيبة السكانية
حدّد مكتب تعداد الولايات المتحدة بيانات التركيبة السكانية لنايلز في تعداد الولايات المتحدة. في ما يلي، التركيبة السكانية حسب تعدادي 2000 و2010.

### تعداد عام 2000
بلغ عدد سكان نايلز 30,068 نسمة بحسب تعداد عام 2000، وبلغ عدد الأسر 12,002 أسرة وعدد العائلات 7,941 عائلة مقيمة في القرية. في حين سجلت الكثافة السكانية 1,984.7 نسمة لكل كيلومتر مربع (5,140.3/ميل2). وبلغ عدد الوحدات السكنية 12,256 وحدة بمتوسط كثافة قدره 809 لكل كيلومتر مربع (2,095.3/ميل2).
وتوزع التركيب العرقي للقرية بنسبة 83.22% من البيض و0.46% من الأمريكيين الأفارقة و0.09% من الأمريكيين الأصليين و12.68% من الأمريكيين ذوي الأصول الآسيوية و0.01% من سكان جزر المحيط الهادئ و1.67% من الأعراق الأخرى و1.87% من عرقين مختلطين أو أكثر و5.03% من الهسبانيون أو اللاتينيون من أي عرق.
بلغ عدد الأسر 12,002 أسرة كانت نسبة 23.5% منها لديها أطفال تحت سن الثامنة عشر تعيش معهم، وبلغت نسبة الأزواج القاطنين مع بعضهم البعض 54% من أصل المجموع الكلي للأسر، ونسبة 8.5% من الأسر كان لديها معيلات من الإناث دون وجود شريك،  بينما كانت نسبة 3.6% من الأسر لديها معيلون من الذكور دون وجود شريكة وكانت نسبة 33.8% من غير العائلات. تألفت نسبة 30.6% من أصل جميع الأسر من عدة أفراد يعيشون في نفس المنزل ونسبة 18.2% كانت تتألف من شخص يعيش بمفرده يبلغ من العمر 65 عاماً أو أكثر. وبلغ متوسط حجم الأسرة المعيشية 2.39، أما متوسط حجم العائلات فبلغ 3.01.
بلغ العمر الوسطي للسكان 46.8 عاماً. وكانت نسبة 16.7% من القاطنين تحت سن الثامنة عشر، وكانت نسبة 6.9% بين الثامنة عشر والرابعة والعشرين عاماً، ونسبة 23.7% كانت واقعةً في الفئة العمرية ما بين الخامسة والعشرين والرابعة والأربعين عاماً، ونسبة 24.2% كانت ما بين الخامسة والأربعين والرابعة والستين، ونسبة 24.1% كانت ضمن فئة الخامسة والستين عاماً فما فوق. يوجد لكل 100 أنثى 89.6 ذكر، ويوجد لكل 100 أنثى في الثامنة عشر من عمرها فما فوق 85.5 ذكر.
بلغ متوسط دخل الأسرة في القرية 48,627 دولارًا، أما متوسط دخل العائلة فبلغ 58,215 دولارًا. وكان متوسط دخل الذكور 40,131 دولارًا مقابل 30,266 دولارًا للإناث. وسجل دخل الفرد الخاص بالقرية 23,543 دولارًا. وكانت نسبة 3.2% من العائلات ونسبة 5.4% من السكان تحت خط الفقر، وكان من هؤلاء نسبة 5.4% تحت سن الثامنة عشر ونسبة 5.8% في الخامسة والستين من العمر وما فوق.

### تعداد عام 2010
بلغ عدد سكان نايلز 29,803 نسمة بحسب تعداد عام 2010، وبلغ عدد الأسر 11,906 أسرة وعدد العائلات 7,658 عائلة مقيمة في القرية. في حين سجلت الكثافة السكانية 1,967.2 نسمة لكل كيلومتر مربع (5,095.0/ميل2). وبلغ عدد الوحدات السكنية 12,572 وحدة بمتوسط كثافة قدره 829.8 لكل كيلومتر مربع (2,149.2/ميل2).
وتوزع التركيب العرقي للقرية بنسبة 76.26% من البيض و1.38% من الأمريكيين الأفارقة و0.11% من الأمريكيين الأصليين و16.70% من الأمريكيين ذوي الأصول الآسيوية و0.03% من سكان جزر المحيط الهادئ و3.41% من الأعراق الأخرى و2.11% من عرقين مختلطين أو أكثر و8.66% من الهسبانيون أو اللاتينيون من أي عرق.
بلغ عدد الأسر 11,906 أسرة كانت نسبة 24.1% منها لديها أطفال تحت سن الثامنة عشر تعيش معهم، وبلغت نسبة الأزواج القاطنين مع بعضهم البعض 50.7% من أصل المجموع الكلي للأسر، ونسبة 9.4% من الأسر كان لديها معيلات من الإناث دون وجود شريك،  بينما كانت نسبة 4.2% من الأسر لديها معيلون من الذكور دون وجود شريكة وكانت نسبة 35.7% من غير العائلات. تألفت نسبة 32.4% من أصل جميع الأسر من عدة أفراد يعيشون في نفس المنزل ونسبة 18.8% كانت تتألف من شخص يعيش بمفرده يبلغ من العمر 65 عاماً أو أكثر. وبلغ متوسط حجم الأسرة المعيشية 2.41، أما متوسط حجم العائلات فبلغ 3.09.
بلغ العمر الوسطي للسكان 48.2 عاماً. وكانت نسبة 16.7% من القاطنين تحت سن الثامنة عشر، وكانت نسبة 7.2% بين الثامنة عشر والرابعة والعشرين عاماً، ونسبة 21.6% كانت واقعةً في الفئة العمرية ما بين الخامسة والعشرين والرابعة والأربعين عاماً، ونسبة 28.8% كانت ما بين الخامسة والأربعين والرابعة والستين، ونسبة 25.7% كانت ضمن فئة الخامسة والستين عاماً فما فوق. وتوزع التركيب الجنسي للسكان بنسبة 47.2% ذكور و52.8% إناث.

## المدن التوأمة
- مدينة بيزا.

## أعلام
- جيم ليه